# Lot 12 (Île-du-Prince-Édouard)
Lot 12 est un canton dans le comté de Prince, Île-du-Prince-Édouard, Canada. Il fait partie de la Paroisse Halifax.

## Population
- 825 (recensement de 2001)[1]
- 873 (recensement de 2006)[1]
- 865 (recensement de 2011)[2]

## Communautés
Non-incorporé :
- Ellerslie
- Inverness
- Lennox Island
- McNeills Mills
- Poplar Grove